# Římskokatolická farnost Opařany
Římskokatolická farnost Opařany je územním společenstvím římských katolíků v rámci táborského vikariátu Českobudějovické diecéze.

## O farnosti

### Historie
Ves Opařany se připomíná již ve 14. století jako majetek pražských arcibiskupů.  V roce 1667 panství Opařany se vsí a barokním kostelem sv. Františka Xaverského, jehož fundátorkou byla hraběnka Františka Slavatová, rozená z Meggau, od Slavatů jej v roce 1671 zakoupili jindřichohradečtí jezuité. Jezuité zde v letech 1717-1732 postavili řeholní dům, později označovaný jako zámek. Součástí areálu se stala novostavba kostela, zasvěceného opět jezuitskému světci Františku Xaverskému. Zámek (bývalá jezuitská rezidence) byl po roce 1773 sekularizován a později adaptován na dětskou psychiatrickou léčebnu. V roce 1786 byla v Opařanech zřízena farnost.

#### Přehled duchovních správců
- 1736-1737 p. Adam Poustka, S.J., superior, pohřben v chrámové kryptě
- 1737- 1739 p. Jan Resan, S.J. superior, pohřben v chrámové kryptě
- 1768–1782 p. Zikmund Krausenek, S.J. (jezuita)[1]
- 1850 (únor-duben) R.D. Václav Vorel (interkalární administrátor)
- do r. 1968 R.D. Jaromír Korejs (administrátor)
- 2006-2008 D. Mgr. Petr Ivan Božík, O.Praem. (ex currendo z Milevska)
- 2008-2011 D. Mgr. Atanáš Jozef Leškovský, O.Praem. (ex currendo z Milevska)
- 2011-2012 D. Metod Zdeněk Kozubík, O.Praem. (ex currendo z Bechyně)
- 2012-2023 R.D. Josef Charypar (administrátor)
- od r. 2023 R.D. Mgr. Ing. Pavel Němec, DiS. (ex currendo z Jistebnice)

### Současnost
Farnost Opařany měla do července roku 2023 sídelního duchovního správce, který byl zároveň administrátorem ex currendo ve farnostech Rataje u Bechyně a Stádlec. Tyto farnosti byly na přelomu let 2019/2020 zrušeny a sloučeny s farností opařanskou. V roce 2023 odešel místní duchovní správce jako výpomocný duchovní do Kostelce nad Vltavou a opařanská farnost byla ex currendo přičleněna k Jistebnici, Rataje k Bechyni.
| Kostel                          | Místo   | Bohoslužba             | Bohoslužba             | Poznámka      |
| ------------------------------- | ------- | ---------------------- | ---------------------- | ------------- |
| Kostel sv. Františka Xaverského | Opařany | sobota                 | 18.00                  | farní kostel  |
| Kaple                           | Podboří | neslouží se pravidelně | neslouží se pravidelně | obecní kaple  |
| Kaple                           | Řepeč   | neslouží se pravidelně | neslouží se pravidelně | obecní kaple  |
| Kaple sv. Václava               | Srlín   | neslouží se pravidelně | neslouží se pravidelně | obecní kaple  |
| Kaple Panny Marie Bolestné      | Stádlec | neslouží se pravidelně | neslouží se pravidelně | zámecká kaple |